# Taxihandhaver

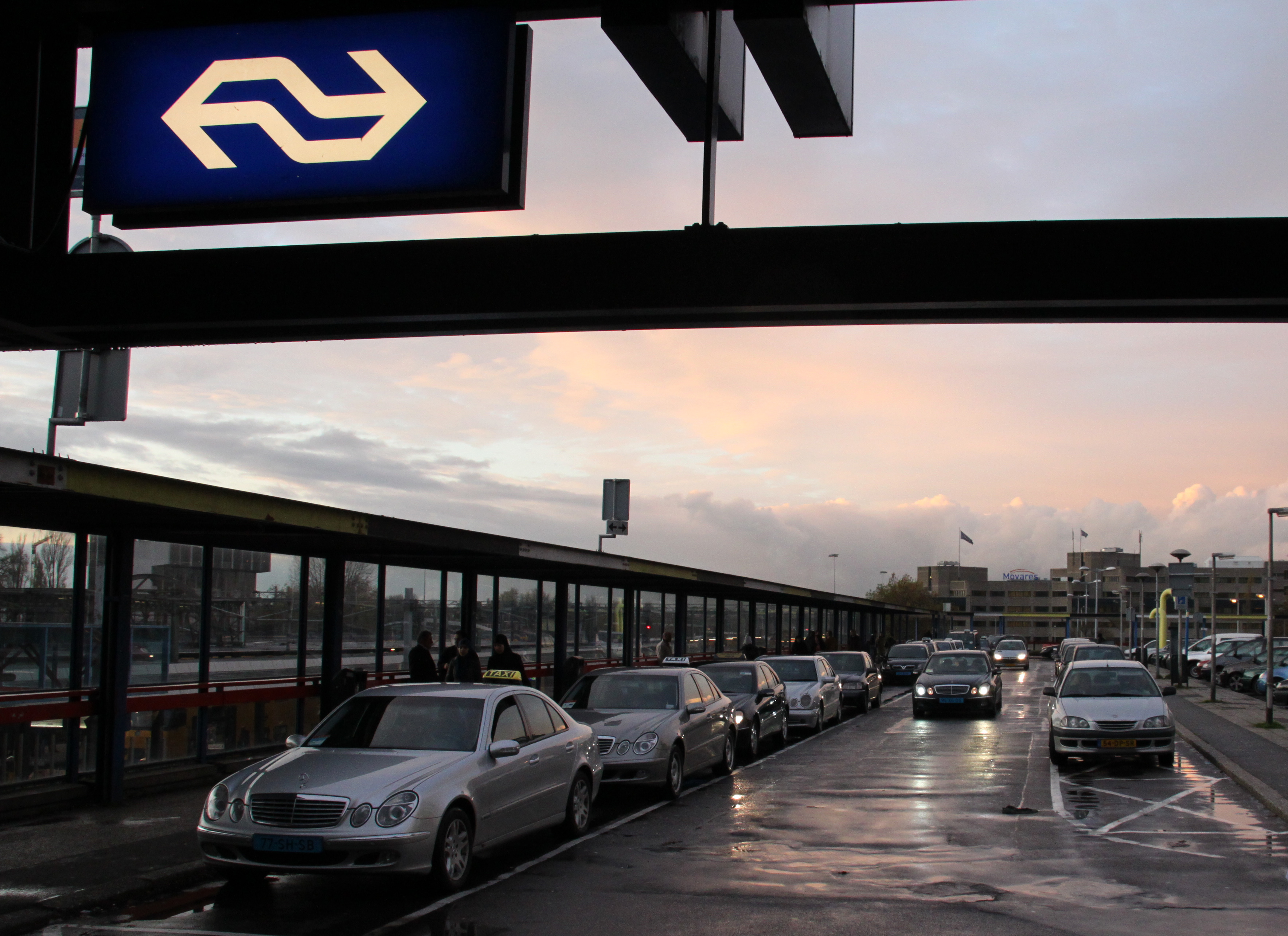
Voormalig taxiplatform Station Utrecht Centraal

Een taxihandhaver is iemand die toezicht houdt op taxistandplaatsen en bus- en trambanen en die er zo voor zorgt dat voorschriften worden nageleefd. In Nederland zijn deze voorschriften vastgelegd in onder meer de taxiwet. Verder zorgt hij of zij ervoor dat er een goede doorstroming is van het verkeer bij taxistandplaatsen.
In Nederland worden vooral in relatief grotere steden als Amsterdam en Rotterdam taxihandhavers ingezet. Zo is taxihandhaving in Rotterdam onderdeel van het stadstoezicht.
Zaken die een taxihandhaver bijvoorbeeld kan controleren is of een taxichauffeur wel de benodigde vergunning heeft om zijn werk uit te kunnen voeren, of er verkeersovertredingen worden begaan of of er ander ongewenst gedrag bij een taxistandplaats is, waar de taxihandhaver mensen op kan aanspreken.
Om agressie tegen en door taxihandhavers beter te monitoren, is in januari 2016 door het college van Burgemeester en Wethouders in Amsterdam voorgesteld ze bij wijze per proef met bodycams uit te rusten.